# Patrick Gruber
Patrick Gruber (* 31. Januar 1978 in Bruneck) ist ein ehemaliger italienischer Rennrodler aus Südtirol.

## Werdegang
Der Südtiroler Patrick Gruber betrieb seit 1991 Rennrodelsport. Seit 1997 gehörte der Ehrenburger zum italienischen Nationalkader. Seine größten Erfolge feierte der Sportsoldat als Untermann im Doppelsitzer mit seinem Partner Christian Oberstolz.
Bei den Junioren-Weltmeisterschaften 1996 in Calgary belegten sie den fünften Platz und ein Jahr später in Oberhof den dritten Platz. Seit 1999/2000 gehört das Duo Oberstolz/Gruber zur Weltspitze. Diese Saison schloss das Doppel auf einem achten Rang in der Weltcup-Gesamtwertung ab. Bei den Weltmeisterschaften 2000 in Winterberg wurden beide Achte, bei den Weltmeisterschaften in St. Moritz im selben Jahr Vierte. Bei den Olympischen Winterspielen 2002 in Salt Lake City kamen sie nur auf einen 17. Platz. Dennoch war diese Saison recht erfolgreich. Neben einem sechsten Rang in der Weltcupgesamtwertung konnte das Duo in Lake Placid erstmals einen Weltcup gewinnen. Die Weltmeisterschaften beendete das Doppel und in der Mannschaft in Sigulda 2003 als Fünftplatzierte. Die Saison 2003/04 schlossen beide auf dem dritten Rang ab. Bei den Weltmeisterschaften 2004 in Nagano kamen sie auf den sechsten Platz, in der Mannschaft gewannen sie Bronze. Bei den Europameisterschaften im selben Jahr in Oberhof erreichten sie sogar den Silberrang im Doppel und in der Mannschaft.
Besonders erfolgreich war das Doppel in der Saison 2004/05. Sie gewannen sowohl den Gesamtweltcup wie auch die Gesamtwertung im Challenge Cup. Die Weltmeisterschaften in Park City schlossen sie jedoch nur auf dem vierten Rang ab, doch konnten sie mit der Mannschaft erneut Bronze gewinnen. In der folgenden Saison gewannen Oberstolz/Gruber erneut den Challenge Cup und belegten hinter dem deutschen Duo Leitner/Resch den zweiten Platz. Bei den Europameisterschaften 2006 in Winterberg gewann das Duo Bronze und Silber mit der Mannschaft. Die Olympischen Winterspiele 2006 in ihrer italienischen Heimat schlossen sie mit einem persönlich unbefriedigendem fünften Platz ab.
Die Saison 2006/07 entwickelte sich in der Spitze zu einem Zweikampf zwischen Oberstolz/Gruber und Leitner/Resch. Die Italiener starteten mit zwei Siegen in die Saison und gewannen bis zu den Weltmeisterschaften drei von sieben Saisonrennen. Am Ende der Saison belegten sie in Weltcup den zweiten Platz. Die Weltmeisterschaften in Igls verliefen für Oberstolz/Gruber gemessen an ihren Ansprüchen und dem bisherigen Saisonverlauf nicht erfolgreich. Sie erreichten nur einen fünften Platz. In der Saison 2007/08 belegte sie im Weltcup- sowie in der Challenge-Cup-Gesamtwertung den zweiten Platz. Bei den Europameisterschaften 2008 in Cesana Pariol holten Oberstolz/Gruber Gold und bei den Weltmeisterschaften in Oberhof 2008 belegten sie den 21. Platz. Zum zweiten Mal gewann Gruber mit seinem Partner Oberstolz den Gesamtweltcup 2008/09. Bei den Weltmeisterschaften 2009 in Lake Placid belegten sie den vierten Platz.
In der Saison 2009/10 erreichten sie einen Sieg, zwei zweite und zwei dritte Plätze und kamen im Gesamtweltcup auf den dritten Platz. Das Duo konnte den Challenge Cup zum dritten Mal gewinnen. Bei den Olympischen Winterspielen 2010 im kanadischen Vancouver erreichten sie den vierten Platz. In der Saison 2010/11 holte er mit seinem Partner Oberstolz fünf Mal den zweiten Platz und im Gesamtweltcup erreichten sie den dritten Platz. Bei den Weltmeisterschaften 2011 in Cesana erreichten sie die Silbermedaille. Bei den Weltmeisterschaften in Sigulda gewannen sie die Bronzemedaille.

## Erfolge
National
| Italienische Junioren-Meisterschaften | Italienische Junioren-Meisterschaften | Italienische Junioren-Meisterschaften | Italienische Junioren-Meisterschaften |
| ------------------------------------- | ------------------------------------- | ------------------------------------- | ------------------------------------- |
| Bronze                                | 1993 in Igls                          | Bronze im Einsitzer                   |                                       |
| Bronze                                | 1995 in Igls                          | Bronze im Einsitzer                   |                                       |
| Gold                                  | 1995 in Igls                          | Gold im Doppelsitzer                  |                                       |
| Bronze                                | 1996 in Igls                          | Bronze im Einsitzer                   |                                       |
| Gold                                  | 1996 in Igls                          | Gold im Doppelsitzer                  |                                       |
| Silber                                | 1997 in Igls                          | Silber im Einsitzer                   |                                       |
| Gold                                  | 1997 in Igls                          | Gold im Doppelsitzer                  |                                       |
| Gold                                  | 1998 in Igls                          | Gold im Einsitzer                     |                                       |

| Italienische Meisterschaften | Italienische Meisterschaften | Italienische Meisterschaften | Italienische Meisterschaften |
| ---------------------------- | ---------------------------- | ---------------------------- | ---------------------------- |
| Bronze                       | 1998 in Igls                 | Bronze im Doppelsitzer       |                              |
| Silber                       | 2000 in Igls                 | Silber im Doppelsitzer       |                              |
| Bronze                       | 2001 in Igls                 | Bronze im Doppelsitzer       |                              |
| Silber                       | 2002 in La Plagne            | Silber im Doppelsitzer       |                              |
| Silber                       | 2003 in Igls                 | Silber im Doppelsitzer       |                              |
| Silber                       | 2004 in Igls                 | Silber im Doppelsitzer       |                              |
| Gold                         | 2005 in Igls                 | Gold im Doppelsitzer         |                              |
| Gold                         | 2006 in Cesana               | Gold im Doppelsitzer         |                              |
| Gold                         | 2007 in Cesana               | Gold im Doppelsitzer         |                              |
| Gold                         | 2008 in Cesana               | Gold im Doppelsitzer         |                              |
| Gold                         | 2009 in Cesana               | Gold im Doppelsitzer         |                              |
| Gold                         | 2011 in Cesana               | Gold im Doppelsitzer         |                              |
| Gold                         | 2012 in Königssee            | Gold im Doppelsitzer         |                              |
| Gold                         | 2013 in La Plagne            | Gold im Doppelsitzer         |                              |
| Gold                         | 2014 in Königssee            | Gold im Doppelsitzer         |                              |
| Gold                         | 2015 in Königssee            | Gold im Doppelsitzer         |                              |

Weltcupsiege
- Doppelsitzer

|     | Datum                 | Ort                |
| --- | --------------------- | ------------------ |
| 01. | 24.–25. November 2001 | Lake Placid        |
| 02. | 18.–20. Dezember 2003 | Lake Placid        |
| 03. | 21.–23. Januar 2005   | Winterberg         |
| 04. | 5.–6. November 2005   | Sigulda            |
| 05. | 18.–19. November 2006 | Cesana Torinese    |
| 06. | 2.–3. Dezember 2006   | Park City          |
| 07. | 13.–14. Januar 2007   | Oberhof            |
| 08. | 8.–9. Dezember 2007   | Winterberg         |
| 09. | 14.–17. Februar 2008  | Sigulda            |
| 10. | 6.–7. Dezember 2008   | Sigulda            |
| 11. | 13.–14. Dezember 2008 | Winterberg         |
| 12. | 10.–11. Januar 2009   | Cesana Torinese    |
| 13. | 24.–25. Januar 2009   | Altenberg          |
| 14. | 13.–14. Februar 2009  | Calgary            |
| 15. | 9.–10. Januar 2010    | Winterberg         |
| 16. | 25.–26. Januar 2014   | Sigulda            |
| 17. | 11.–12. Dezember 2015 | Park City (Sprint) |

- Mannschaft/Staffel

|     | Datum                         | Ort         |
| --- | ----------------------------- | ----------- |
| 01. | 16.–17. Dezember 2005         | Lake Placid |
| 02. | 5.–6. Januar 2012             | Königssee   |
| 03. | 18.–19. Februar 2012          | Sigulda     |
| 04. | 30. November–1. Dezember 2013 | Winterberg  |

Weltcup-Platzierungen
- Doppelsitzer

| Saison  | Platz | Punkte |
| ------- | ----- | ------ |
| 1997/98 | 16    | 075    |
| 1998/99 | 11    | 158    |
| 1999/00 | 08    | 263    |
| 2000/01 | 08    | 357    |
| 2001/02 | 06    | 347    |
| 2002/03 | 08    | 321    |
| 2003/04 | 03    | 550    |
| 2004/05 | 01    | 591    |
| 2005/06 | 02    | 586    |
| 2006/07 | 02    | 760    |
| 2007/08 | 02    | 635    |
| 2008/09 | 01    | 735    |
| 2009/10 | 03    | 547    |
| 2010/11 | 03    | 671    |
| 2011/12 | 05    | 497    |
| 2012/13 | 05    | 518    |
| 2013/14 | 03    | 548    |
| 2014/15 | 05    | 607    |
| 2015/16 | 04    | 668    |
| 2016/17 | 06    | 513    |
| 2017/18 | 15    | 304    |